# São Domingos (Guinea-Bissau)
São Domingos ist eine Kleinstadt im Nordwesten Guinea-Bissaus mit 5102 Einwohnern (Stand 2009).
Der Ort ist Sitz des gleichnamigen Verwaltungssektors mit einer Fläche von 1035 km² und 29.116 Einwohnern (Stand 2009), vorwiegend der animistischen Ethnie der Felupe angehörend.
São Domingos ist ein wichtiger Grenzort Guinea-Bissaus zum nördlichen Nachbarn Senegal. Die nahe Großstadt Ziguinchor und die ganze Region Casamance ist kulturell stark mit Guinea-Bissau verbunden. So wird auf beiden Seiten der Grenze das Guineabissauische Kreol gesprochen, eine portugiesisch basierte Kreolsprache, die auf die lange Portugiesische Kolonialgeschichte in der Region zurückgeht.

## Kultur und Sehenswürdigkeiten
In São Domingos gibt es einen Markt für Kunsthandwerk und Gebrauchsgegenstände in der Tradition des hiesigen Felupe-Volkes.
Am südlichen Ortsrand beginnt der Naturpark Parque Natural dos Tarrafes do Rio Cacheu, der als das größte zusammenhängende Mangrovengebiet Westafrikas gilt. Am langsam verfallenden Hafen des Ortes hat man einen guten Blick auf dieses Ökosystem. Es gibt geführte Routen zwischen Cacheu und São Domingos, die zwei Stunden dauern.
Sehenswerte Gebäude sind in São Domingos nur wenige zu finden.
Der Sektor São Domingos beherbergt an der Atlantikküste mit der Praia de Varela einen der bekanntesten Strände des Landes, der jedoch zunehmend unter der Erosion durch die Meeresgezeiten leidet. Er liegt nahe der namensgebenden Ortschaft Varela. Weitere weiße Sandstrände sind hier die Praia dos Pescadores und die schwer zugängliche Praia de Niquim.

## Wirtschaft

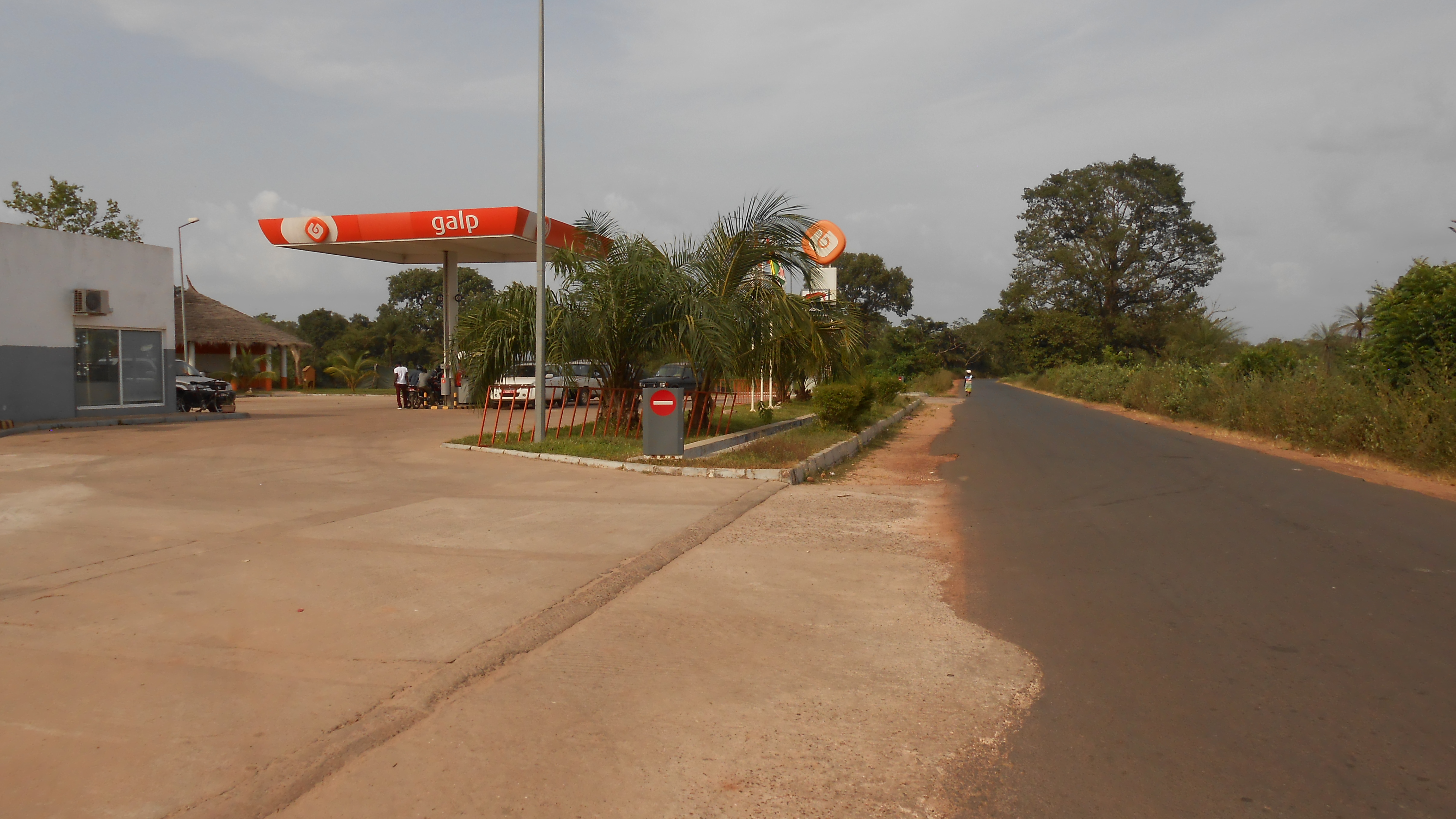
Tankstelle der portugiesischen Galp in São Domingos

São Domingos hat als Handelsort und wichtigster Ortschaft nördlich der Regionalhauptstadt Cacheu Bedeutung, auch dank seiner Lage am wichtigsten Grenzübergang des Landes zum Senegal.
Ein sanfter naturnaher Tourismus ist hier potentiell aussichtsreich, vor allem in Varela ist mit dem italienisch geführten Aparthotel Chez Hélène ein wichtiger Schritt gemacht.

## Verkehr
São Domingos ist über eine vergleichsweise gute, asphaltierte Straße, der TAH 7, mit der 123 km südlich gelegenen Hauptstadt Bissau verbunden.
Der kleine hölzerne Anlegehafen von São Domingos ist dem Verfall preisgegeben, gleichwohl er täglich genutzt wird.
São Domingos verfügt über einen Flugplatz mit dem ICAO-Code GGSD.

## Gliederung
Der Sektor São Domingos umfasst gut 100 Ortschaften, überwiegend ländliche Dörfer (Tabancas).
Die Sektorhauptstadt São Domingos ist in sechs, mit Untergliederungen zehn Ortsteile (Bairros) gegliedert. Zu den wichtigsten Orten im Sektor zählen außerdem:
- Barraca (vier Dörfer)
- Cassalol (drei Dörfer)
- Catão (vier Dörfer)
- Cubampor (ein Balanta-Dorf mit 240, ein Felupe-Dorf mit 72 und ein Manjago-Dorf mit 102 Einwohnern)
- Djegue
- Ducujaque
- Edgim (drei Dörfer)
- Mato de Arame
- Susana
- Varela

Auch eine Insel gehört zum Sektor:
- Ilha Djobel (223 Einwohner)